# Pinkowicze (gmina)
Pinkowicze – dawna gmina wiejska istniejąca do 1939 roku w woj. poleskim (obecnie na Białorusi). Siedzibą władz gminy były Pinkowicze.
W okresie międzywojennym gmina Pinkowicze należała do powiatu pińskiego w woj. poleskim. 18 kwietnia 1928 roku do gminy przyłączono część zniesionej gminy Stawek.
Po wojnie obszar gminy Pińkowicze wszedł w struktury administracyjne Związku Radzieckiego.